# 론 카우크

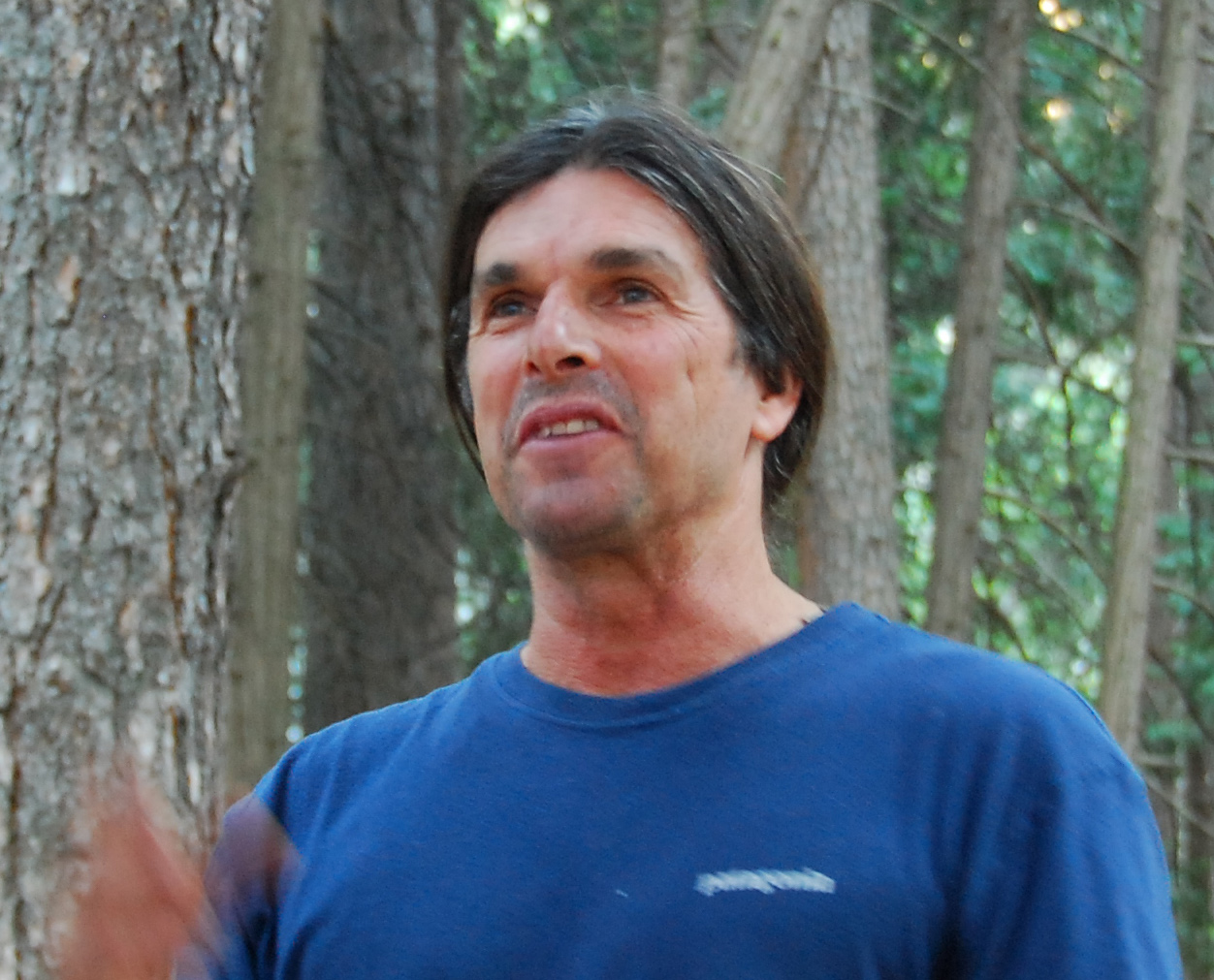
론 카우크.

론 카우크(Ron Kauk, 1957년 ~ ) 미국의 등반가이며 요세미티 4 캠프를 30년 동안이나 정기적으로 등반한 사람이다. 그는 등반관련 영화에도 많이 출현했다. 1992년에 그는 실베스터 스탤론을 훈련시키고 《클리프 행어》에서 대역을 맡기도 했다. 기타 작품에서 마이클 루커, 레온 로빈슨, 재니 터너의 대역을 했다. 1999년에는 톰 크루즈 역으로 《미션 임파서블 2》에서 등반하는 장면에 출현했다. 2000년 그는 《Yosemite: Ascending Rhythms》라는 등반 비디오를 찍었다.

## 등반 기록
- 1979 East Face, Uli Biaho, Pakistan. FA of route and mountain with John Roskelley, Kim Schimtz, and Bill Forrest. All four climbers reached the summit on July 3, 1979.[1]